# A6144(M)
A6144(M) var en kort brittisk motorväg i Sale, Trafford utanför Manchester. Den band ihop Manchesters ringled M60 med Carrington. Motorvägen var sällsynt bland brittiska motorvägar eftersom den saknade mittbarriär och vägrenar, och endast hade ett körfält i vardera riktningen, vilket gör att den egentligen inte borde varit motorväg, varken enligt brittiska eller svenska regler. Trots allt skyltades den som motorväg fram till 2006. I stället för mittbarriär hade den ett bredare målat spärrområde. Den var även utritad som motorväg på både nationella och internationella vägkartor.
Huvudanledningen till att A6144(M) var motorväg lär ha varit att den inte leder någon annanstans än till en annan motorväg, vilket gör att trafik som är förbjuden på motorvägar inte får trafikera den. I samband med en ombyggnad har dock en vändmöjlighet uppstått för denna trafik, så motorvägen har nedgraderas till vanlig väg med numret A6144. A6144(M) har också uppmärksammats bland brittiska vägentusiaster.